# 국도 제92호선 (아이슬란드)

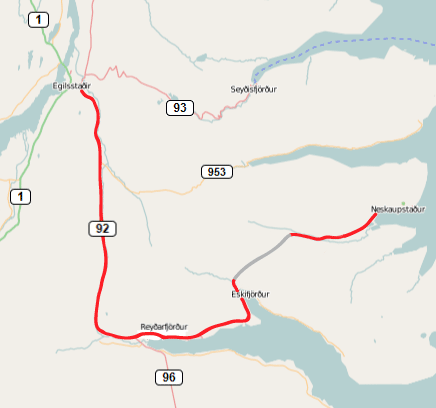
아이슬란드 92번 국도의 실제 선형

국도 제92호선(아이슬란드어: Norðfjarðarvegur, Route 92)은 에이일스스타디르에서 출발하여 네스쾨이프스타디르까지 이어주는 아이슬란드의 일반 국도이다. 그러나 이 국도 노선의 주요 경유지는 주로 레이얄피요르드르를 필두로 하여, 에스키피외르뒤르 그리고 네스쾨이프스타뒤르 등을 거쳐 가는 특이한 도로망이기도 하며, 중간에 터널도 물론 관통된다. 관통되어 있는 터널은 Norðfjarðargöng으로, 2017년 11월 11일부로 정식 개통되었다.
또한 2017년 11월 11일부로 개통된 새 선형이 변경됨에 따라, 기존의 아이슬란드 92번 국도가 레이얄피요르드르에서 에이일스스타디르까지 이어주는 해당 길목 같은 경우, 1번 국도와 96번 국도의 일부가 성립됨과 동시에 번호도 역시 같이 매겨져 있는 것으로 드러난다.